# Sportclub Heerenveen 2017-2018
Questa voce raccoglie le informazioni riguardanti lo Sportclub Heerenveen nelle competizioni ufficiali della stagione 2017-2018.

## Rosa

### Rosa 2017-2018
| N. |                          | Ruolo | Calciatore          |
| -- | ------------------------ | ----- | ------------------- |
| 1  | Paesi Bassi (bandiera)   | P     | Warner Hahn         |
| 2  | Paesi Bassi (bandiera)   | D     | Denzel Dumfries     |
| 3  | Danimarca (bandiera)     | D     | Daniel Høegh        |
| 4  | Norvegia (bandiera)      | D     | Nicolai Næss        |
| 5  | Paesi Bassi (bandiera)   | D     | Kik Pierie          |
| 6  | Paesi Bassi (bandiera)   | C     | Stijn Schaars       |
| 7  | Nuova Zelanda (bandiera) | C     | Marco Rojas         |
| 8  | Norvegia (bandiera)      | C     | Morten Thorsby      |
| 9  | Iran (bandiera)          | A     | Reza Ghoochannejhad |
| 10 | Norvegia (bandiera)      | C     | Martin Ødegaard     |
| 12 | Paesi Bassi (bandiera)   | D     | Doke Schmidt        |
| 13 | Kosovo (bandiera)        | A     | Arber Zeneli        |

| N. |                        | Ruolo | Calciatore           |
| -- | ---------------------- | ----- | -------------------- |
| 14 | Paesi Bassi (bandiera) | D     | Dave Bulthuis        |
| 16 | Paesi Bassi (bandiera) | D     | Lucas Woudenberg     |
| 17 | Serbia (bandiera)      | C     | Nemanja Mihajlović   |
| 18 | Paesi Bassi (bandiera) | C     | Michel Vlap          |
| 19 | Paesi Bassi (bandiera) | C     | Pelle van Amersfoort |
| 20 | Paesi Bassi (bandiera) | A     | Henk Veerman         |
| 21 | Giappone (bandiera)    | C     | Yuki Kobayashi       |
| 23 | Paesi Bassi (bandiera) | P     | Wouter van der Steen |
| 24 | Danimarca (bandiera)   | P     | Martin Hansen        |
| 25 | Paesi Bassi (bandiera) | P     | Jan Bekkema          |
| 26 | Paesi Bassi (bandiera) | C     | Jordy Bruijn         |
| 28 | Svezia (bandiera)      | A     | Ivan Rako            |